# Vélez-Blanco
Vélez-Blanco – gmina w Hiszpanii, w prowincji Almería, w Andaluzji, o powierzchni 441,31 km². W 2011 roku gmina liczyła 2238 mieszkańców.